# Sobrecosto
El sobrecosto, sobrecoste o extracoste se refiere a un gasto adicional que no está previsto o establecido inicialmente en el presupuesto de un proyecto u obra. Este costo inesperado incurre sobre una cantidad presupuestada debido a una subestimación del costo real durante el proceso de cálculo del presupuesto. El sobrecosto debería ser distinguido de la escalación del costo, que es usado para expresar un crecimiento «anticipado» en el coste presupuestado debido a factores tales como la inflación.
El sobrecoste es algo común en los proyectos de infraestructura, construcción de edificios y tecnología. Un estudio sobre este tema publicado en el Journal of the American Planning Association (en castellano: Jornal de la Asociación de Planificación Americana) en el año 2002 encontró que 9 de 10 proyectos de construcción habían subestimados el coste. Sobrecostos del 50 al 100 % del presupuesto inicial fueron muy comunes. La subestimación de costes fue encontrada en cada una de las 20 naciones y 5 continentes cubiertos por el estudio, y la subestimación de los costos no ha disminuido en los 70 años para los cuales había disponible datos.
Para los proyectos de informática, el sobrecoste se cuantifica ordinariamente en alrededor del 30 %, y el pasarse de los plazos alrededor del 60., y un estudio de la industria realizado por el Standish Group encontró que el sobrecosto promedio era de un 43 %; el 71 % de los proyectos excedieron su presupuesto, su estimaciones de plazo o estimaron un alcance demasiado estrecho, se calculó un desperdicio estimado de 55 mil millones de dólares al año sólo en Estados Unidos. Sin embargo los valores esperados aceptables esconden grandes sobrecostos incurridos por proyectos fuera de control en las colas de la distribución del riesgo, donde son típicos los proyectos con 200 % de sobrecoste.
Muchos grandes proyectos de construcción han incurrido en extracostes. El canal de Suez costó 20 veces más de las primeras estimaciones; incluso la estimación de costos calculada el año antes de que la construcción comenzara subestimó el monto final del proyecto por un factor de tres. El edificio de la òpera de Sídney costó 15 veces más de lo originalmente proyectado, y el aeroplano supersónico Concorde costó 15 veces más de lo que originalmente se había previsto. Cuando el proyecto de construcción del túnel Big Dig de Boston fue completado, el proyecto estaba 275 % por sobre el presupuesto (11 mil millones de dólares).
El Eurotúnel entre el Reino Unido y Francia tuvo sobrecosto de construcción de 80 %, y sobrepasó el coste del financiamiento en un 140 %.

## Causas
Existen tres tipos de explicaciones que se aplican al sobrecoste: técnicas, psicológicas y Políticas-económicas. Las explicaciones técnicas dan cuenta del sobrecosto en términos de técnicas de pronóstico imperfectas, datos inadecuados, etc. Las explicaciones psicológicas dan cuenta del exceso de coste en términos de sesgo optimista y de cegera del cisne negro de los pronosticadores. La deriva del alcance, cuando los requerimientos u objetivos crecen durante el proyecto, también es algo común. Finalmente, las explicaciones político-económicas tienen que ver con el sobrecoste como el resultado de malas evaluaciones estratégicas del alcance o los presupuestos.
Estas tres formas de explicación pueden ser consideradas formas del riesgo. La cantidad presupuestada de un proyecto siempre debería incluir fondos para las contingencias de los costos para cubrir los riesgos, diferentes de aquellos impuestos por los cambios del alcance del proyecto. Como ha sido demostrado en la investigación de la ingeniería de costos, 
pobres análisis de riesgo y prácticas para estimar contingencias explican muchos de los extracostes de los proyectos. Numerosos estudios han encontrado que la mayor causa del crecimiento del costo fue un alcance pobremente definido en el momento en que se hizo el presupuesto. El crecimiento del costo o el exceder el presupuesto antes de agregar las contingencias del coste, puede ser pronosticado evaluando la extensión de la definición del alcance, incluso en proyectos complejos con nueva tecnología.
El profesor Bent Flyvbjerg de la Universidad de Oxford y Martin Wachs de la Universidad de California, Los Ángeles han demostrado que los grandes proyectos de trabajos públicos tienen a menudo extracoste debido a falsedades estratégicas —"esto es, mintiendo", tal como Flyvbjerg define el términos.
Normalmente el sobrecosto es calculado en una de dos formas: o como un porcentaje, esto es el coste real menos el presupuestado, en porcentaje respecto al costo presupuestado; o como una proporción del costo real dividido por el costo presupuestado. Por ejemplo, si el presupuesto para construir un puente era de 100 millones de dólares, y el costo real fue de 150 millones, entonces el coste extra puede ser expresado por la proporción de 1,5, o como 50 por ciento.
El pronóstico por clase de referencia fue desarrollado para eliminar o reducir los sobrecostos.

## Lista de proyectos con grandes sobrecostos

### Australia
- Parque olínpico de Sídney
- Ópera de Sídney[2]

### Brasil
- Brasília

### Canadá
- Central Nuclear de Pickering
- Estadio Olímpico de Montreal
- Rogers Centre (previamente SkyDome)

### Dinamarca
- Túnel ferroviario Great Belt

### Egipto
- Canal de Suez[2]

### Japón
- Línea de tren de alta velocidad de Joetsu Shinkansen

### Malasia
- Represa de Pergau

### Corea del Norte
- Ryugyong Hotel

### Panamá
- Canal de Panamá

### Suecia
- Canal Göta
- Túnel Hallandsås

### Reino Unido
- Puente Humber
- Millennium Dome
- NHS Connecting for Health
- Edificio del Parlamento de Escocia
- TAURUS (transacción de acciones)

### Estados Unidos
- Big Dig[6]
- Aeropuerto Internacional de Denver
- Reemplazo del tramo oriental del puente de la bahía de San Francisco – Oakland
- Lockheed Martin F-22 Raptor
- Programa Joint Strike Fighter
- NPOESS
- Túnel Paw Paw
- Bell-Boeing V-22 Osprey
- Telescopio espacial Hubble

### Multinacional
- Airbus A380
- Airbus A400M
- Eurotúnel[6]
- Catedral de Colonia
- Concorde[6]
- Eurofighter Typhoon